# Гафтіян
Гафтіян (перс. هفتيان) — село в Ірані, у дегестані Рудбар, у Центральному бахші, шагрестані Тафреш остану Марказі. За даними перепису 2006 року, його населення становило 110 осіб, що проживали у складі 31 сім'ї.

## Клімат
Середня річна температура становить 12,89 °C, середня максимальна – 31,93 °C, а середня мінімальна – -9,90 °C. Середня річна кількість опадів – 275 мм.
| Клімат поселення                              | Клімат поселення | Клімат поселення | Клімат поселення | Клімат поселення | Клімат поселення | Клімат поселення | Клімат поселення | Клімат поселення | Клімат поселення | Клімат поселення | Клімат поселення | Клімат поселення | Клімат поселення |
| Показник                                      | Січ.             | Лют.             | Бер.             | Квіт.            | Трав.            | Черв.            | Лип.             | Серп.            | Вер.             | Жовт.            | Лист.            | Груд.            |                  |
| Середній максимум, °C                         | 7,30             | 9,45             | 14,70            | 21,15            | 25,62            | 31,26            | 31,93            | 30,81            | 26,50            | 20,99            | 14,01            | 8,14             |                  |
| Середня температура, °C                       | −1,3             | 0,86             | 6,10             | 12,56            | 17,01            | 22,66            | 25,99            | 24,86            | 20,58            | 15,04            | 8,08             | 2,21             |                  |
| Середній мінімум, °C                          | −9,9             | −7,74            | −2,5             | 3,96             | 8,41             | 14,07            | 20,05            | 18,94            | 14,63            | 9,11             | 2,12             | −3,73            |                  |
| Норма опадів, мм                              | 39               | 37               | 48               | 38               | 31               | 5                | 1                | 1                | 0                | 12               | 24               | 39               |                  |
| Середньомісячна швидкість вітру, м/с          | 2.00             | 2.45             | 3.14             | 3.30             | 2.80             | 2.64             | 2.81             | 2.57             | 2.31             | 2.27             | 1.83             | 1.79             |                  |
| Середньомісячна сонячна радіація, кДж/м²·день | 8554             | 11641            | 14338            | 17916            | 22030            | 26574            | 25955            | 23734            | 20342            | 14803            | 10624            | 8560             |                  |
| --------------------------------------------- | ---------------- | ---------------- | ---------------- | ---------------- | ---------------- | ---------------- | ---------------- | ---------------- | ---------------- | ---------------- | ---------------- | ---------------- | ---------------- |
| Джерело:                                      |                  |                  |                  |                  |                  |                  |                  |                  |                  |                  |                  |                  |                  |